# Ibex Valley
Ibex Valley – miejscowość w Kanadzie, w Jukonie. Według danych na rok 2016 liczyła 411 mieszkańców.